# Chin Hill Tracts
Chin Hill Tracts fou un territori tribal creat pels britànics el juliol de 1892 format per territoris dels xins a les Muntanyes Xin. Estava format per tres subdivisions:
- Falum
- Tiddim
- Haka

Estava administrat per un superintendent i la capital era a Falam.